# جيمس بلاكويل
جيمس بلاكويل (بالإنجليزية: James Blackwell)‏ مواليد 25 فبراير 1968 في ماونت كيسكو، هو لاعب كرة سلة أمريكي معتزل. بدأ مسيرته الاحترافية في سنة 1991. يبلغ طوله 6 قدم 0 بوصة (1.8 م). حقق المركز الثاني في دورة الألعاب الأمريكية 1999. اعتزل اللعب في 2002.

## الميداليات
| الميدالية | المسابقة                    |
| --------- | --------------------------- |
| فضية      | دورة الألعاب الأمريكية 1999 |

## روابط خارجية
- جيمس بلاكويل على موقع إن بي أي (الإنجليزية)
- جيمس بلاكويل على موقع سبورتس رفرنس (الإنجليزية)
- جيمس بلاكويل على موقع الدوري الإسباني لكرة السلة (الإسبانية)
- جيمس بلاكويل على موقع كرة السلة الأوروبية.كوم (الإنجليزية)
- جيمس بلاكويل على موقع كلية كرة السلة في سبورتس رفرنس.كوم (الإنجليزية)
- جيمس بلاكويل على موقع ريلجم (الإنجليزية)
- جيمس بلاكويل على موقع بروبوليرز (الإنجليزية)
- جيمس بلاكويل على موقع سبورتس رفرنس (الإنجليزية)